# 岸本勇太
岸本 勇太（きしもと ゆうた、1993年7月9日 - ）は、日本の歌手、俳優。山梨県出身。

## 略歴
「DANZEN AUDITION 2015」のボーカル部門を勝ち抜き、ダンスボーカルユニット龍雅-Ryoga-のメインボーカリストとしてデビュー。
2017年8月に「やまなし大使」に就任。12月をもって龍雅は活動休止、個人活動に移る。
2019年6月7日から6週連続で楽曲配信を行った。これを機にソロアーティストとして本格的に活動を始める。

## 人物
- 元美容師。歌の道に進むことが諦めきれず「これを最後にしよう」と受けたのが「DANZEN AUDITION 2015」だった。[3]
- 小学校2年生から高校生までサッカーをやっていた。[3]
- 趣味は料理、アクセサリー集め。

## 出演

### 舞台
2017年
- B-PROJECT on STAGE『OVER the WAVE!』（2017年7月28日 - 8月6日、天王洲 銀河劇場 / 8月16日 - 17日、Zepp DiverCity TOKYO）- 金城剛士 役[4]

2018年
- B-PROJECT on STAGE『OVER the WAVE!』REMiX（2018年2月22日 - 25日、AiiA 2.5 Theater Tokyo / 3月1日 - 3日、新神戸オリエンタル劇場）- 金城剛士 役[5]
- ミュージカル『薄桜鬼 志譚』〜土方歳三篇〜（2018年4月21日 - 23日、新神戸オリエンタル劇場 / 4月28日 - 5月1日、明治座）- 永倉新八 役[6]
- 『アニドルカラーズ！キュアステージ ～シリウス学園編～』（2018年6月30日 - 7月1日、7月7日 - 8日、シアターGロッソ）- 不知火颯 役[7]
- 家庭教師ヒットマンREBORN! the STAGE （2018年9月21日 - 30日、天王洲 銀河劇場 / 10月3日 - 6日、メルパルク大阪）- 雲雀恭弥 役[8]

2019年
- 『アニドルカラーズ！キュアステージ』（2019年1月12日 - 14日、1月18日 - 20日、シアターGロッソ）- 不知火颯 役[9]
- 舞台『K -RETURN OF KINGS-』（2019年3月1日 - 10日、天王洲 銀河劇場 / 3月15日 - 17日、メルパルク大阪）- 夜刀神狗朗 役[10]
- MISSION IN B.A.C. THE STAGE（2019年7月2日 - 7日、高田馬場ラビネスト）※4日・5日のみ出演[11]
- ミュージカル『薄桜鬼 志譚』〜風間千景篇〜（2019年4月5日 - 11日、日本青年館ホール / 4月18日 - 21日、京都劇場）- 永倉新八 役[12]
- 家庭教師ヒットマンREBORN! the STAGE -vs VARIA part I-（2019年6月14日 - 23日、シアター1010 / 6月27日 - 30日、柏原市民文化会館 リビエールホール）- 雲雀恭弥 役[13]
- 『ヒプノシスマイク-Division Rap Battle-』Rule the Stage -track.1-（2019年11月15日 - 12月1日、品川プリンスホテル ステラボール）- 堂庵和聖 役[14]

2020年
- 家庭教師ヒットマンREBORN! the STAGE -vs VARIA part II-（2020年1月6日 - 13日、天王洲 銀河劇場 / 1月17日 - 19日、梅田芸術劇場 シアター・ドラマシティ）- 雲雀恭弥 役[15]
- ミュージカル『薄桜鬼 真改』〜相馬主計篇〜（2020年4月2日 - 5日、明治座 / 9日 - 12日、サンケイホールブリーゼ）※全公演中止
- スマホ連動“ヒロイン体験 朗読劇”『特別捜査 密着24時』from 100シーンの恋＋（2020年7月3日 - 6日、R‘sアートコート）- 桐沢洋 役 ※4日のみ出演[16]
- 『アニドルカラーズ！キュアステージ ～シリウス学園編～』（2020年8月27日 - 9月2日、シアター1010）- 不知火颯 役　※全公演中止
- 舞台『SERVAMP-サーヴァンプ-』（2020年11月27日 - 12月6日、こくみん共済coopホール/スペース・ゼロ）- リヒト・ジキルランド・轟 役[17]

2021年
- 『アニドルカラーズ キュアステージ SHUFFLE REVUE』（2021年2月10日 - 14日、シアター1010）- 不知火颯 役
- 舞台『文豪ストレイドッグス DEAD APPLE』（2021年4月16日 - 18日、COOL JAPAN PARK OSAKA WWホール/4月23日 - 5月5日、日本青年館ホール）- フョードル・D 役[18]
- 『ヒプノシスマイク-Division Rap Battle-』Rule the Stage -Flava Edition-（2021年6月11日 - 13日・18日 - 20日、Mixalive TOKYO Club Mixa） - 堂庵和聖 役[19]
- 『ヒプノシスマイク-Division Rap Battle-』Rule the Stage -Battle of Pride-（2021年8月14日・15日、大阪市中央体育館（丸善インテックアリーナ大阪） / 8月24日・25日、ぴあアリーナMM） - 堂庵和聖 役[20]
- 音楽劇『キセキ -あの日のソビト-』（2021年10月22日 - 11月7日、紀伊國屋サザンシアター TAKASHIMAYA / 11月11日 - 12日、COOL JAPAN PARK OSAKA WW ホール）- 92 役[21]
- CEDAR Produce vol.8『群盗』（2021年12月18日 - 26日、赤坂RED/THEATER）

2022年
- スマホ連動“ヒロイン体験 朗読劇”『恋人は公安刑事』from 100シーンの恋＋（2022年1月13日 - 16日、赤坂RED/THEATER）- 加賀兵吾 役 ※16日のみ出演[22]
- 『あんさんぶるスターズ! THE STAGE』-Track to Miracle-（2022年2月19日 - 27日、日本青年館ホール / 3月4日 - 13日、AiiA 2.5 Theater Kobe）- 漣ジュン 役[23]
- 『アニドルカラーズ キュアステージ -Jump to the Future-』（2022年5月27日 - 31日、オルタナティブシアター）- 不知火颯 役[24]
- 『ヒプノシスマイク-Division Rap Battle-』Rule the Stage -Mix Tape1-（2022年7月14日 - 18日、TOKYO DOME CITY HALL）- 堂庵和聖 役[25]　※全公演中止
- 『あんさんぶるスターズ! THE STAGE』-Witness of Miracle-（2022年10月7日 - 16日、品川プリンスホテル ステラボール / 10月21日 - 30日、京都劇場 / 11月3日 - 6日、COOL JAPAN PARK OSAKA WWホール）- 漣ジュン 役[26]
- ミュージカル『ウインドボーイズ！』（2022年12月22日 - 27日、シアター1010）- 御影池純太 役[27]

2023年
- 『東京カラーソニック!!』the Stage Vol.1（2023年2月18日 - 26日、シアター1010）- 小宮山嵐 役[28]
- あんさんぶるスターズ！THE STAGE -Party Live-（2023年3月25日・26日、ぴあアリーナMM）- 漣ジュン 役
- 夏の夜の夢（2023年4月19日 - 23日、東京芸術劇場 シアターウエスト） - ディミートリアス 役[29]
- 『ヒプノシスマイク -Division Rap Battle-』Rule the Stage《Rep LIVE side Rule the Stage Original》（2023年8月9日 - 13日、品川プリンスホテル ステラボール）- 堂庵和聖 役[30]
- 『ヒプノシスマイク -Division Rap Battle-』Rule the Stage -Battle of Pride 2023-（2023年9月3日、大阪城ホール / 9月7日 - 10日、ぴあアリーナMM）- 堂庵和聖 役[31]
- 劇団『ドラマティカ』ACT3／カラ降るワンダフル！（2023年10月17日 - 22日、品川プリンスホテル ステラボール / 10月27日 - 11月5日、サンケイホールブリーゼ / 11月17日 - 19日、キャナルシティ劇場）- ハートのジャック(漣ジュン)役[32]

2024年
- SaGa THE STAGE～再生の絆～（2024年2月22日 - 25日、サンシャイン劇場 / 2月29日 - 3月3日、サンケイホールブリーゼ） - バートランド・リン・ウッド 役[33]
- 舞台『転生したらスライムだった件』-魔王来襲編&人魔交流編-（2024年7月25日 - 28日、天王洲 銀河劇場 / 8月2日・3日、サンケイホールブリーゼ） - フォビオ 役 [34]
- パーセプションステージ『Opus.COLORs』（2024年5月10日 - 19日、品川プリンスホテル クラブeX） - 月見里和哉 役[35]
- 舞台『鴨乃橋ロンの禁断推理』（2024年11月1日 - 4日、日本青年館ホール / 11月9日・10日、サンケイホールブリーゼ） - 主演・鴨乃橋ロン 役[36]

2025年
- 舞台『桃源暗鬼』-練馬編-（2025年1月4日 - 19日、天王洲 銀河劇場） - 桃華月詠 役[37]
- ミュージカル『東京リベンジャーズ』#2 Bloody Halloween（2025年3月28日 - 4月6日、天王洲 銀河劇場 / 4月11日 - 13日、京都劇場） - 羽宮一虎 役[38]
- 『ヒプノシスマイク -Division Rap Battle-』Rule the Stage《Mix Tape1 Revenge》（2025年7月11日 - 27日、品川プリンスホテル ステラボール）[39][40]
- ゼブラ（2025年8月20日 - 24日〈予定〉、シアターサンモール）[41]

### イベント
主催
- 岸本勇太 トークイベント 2018 ～オレってこんな人ですけど、何か!?～（2018年10月20日、Space emo 池袋）
- 岸本勇太 トークイベント 2019 ～平成最後の正月ボケ!?～（2019年1月25日）
- 岸本勇太 Bus tour 2019 〜新たな景色のぞきに行こうぜ〜in 山梨（2019年5月11日）
- 岸本勇太 26TH BIRTHDAY EVENT（2019年7月7日、表参道GROUND）
- YUTA KISHIMOTO TALK EVENT 2020 〜A “Sweet” moment〜（2020年2月15日）
- 岸本勇太 2022.4-2023.3カレンダーリリース記念トークイベント（2022年4月2日、Hall Mixa）
- 岸本勇太カレンダー発売記念イベント オンライン個別お話し会開催！（2022年4月9日、WithLIVE）

出演
- B-PROJECT on STAGE 『OVER the WAVE!』【LIVE】BD/DVDリリースの前夜祭「応援上映会」（2018年1月23日、TOHOシネマズ新宿）
- 『Anime Matsuri 2018』（2018年3月29日 - 4月1日、アメリカ・ヒューストン）
- 『アニドルカラーズ！キュアステージ～シリウス学園編～』DVD完成イベント（2019年1月5日、ニッショーホール）
- 山﨑晶吾27th Birthday Event（2019年5月4日、浜離宮朝日ホール）- ゲスト出演
- KIMERUさんpresents『SUMMER FES 2019 calling』（2019年7月27日、LANDMARK HALL）
- JOL＊fes2019～Summer～（2019年8月9日、恵⽐寿 THE GARDEN HALL）
- 舞台『K RETURN OF KINGS』Blu-ray・DVD 発売記念イベント（2019年9月7日）
- ミュージカル『薄桜鬼 志譚』風間千景 篇 BD&DVD発売記念イベント（2019年9月8日）
- こうふ生誕祭YBSラジオ『キックス』スペシャルステージ（2019年12月20日）
- 『MISSON IN B.A.C. THE MOVIE』完成披露上映会（2020年3月8日）
- 結城伽寿也 28th バースデーイベント（2021年12月12日、グレースバリ新宿本店）- ゲスト出演
- 竹中凌平バースデーイベント2022（2022年11月13日、雷5656会館 ときわホール）- ゲスト出演
- ACTORS☆LEAGUE in Futsal 2025（2025年10月7日〈予定〉、東京体育館 メインアリーナ）[42]
- 『ヒプノシスマイク -Division Rap Battle-』Rule the Stage《Hypnosis Delight Fes.》（2025年10月25日・26日〈予定〉、Kanadevia Hall）[43]

### WEB番組
- Mission in B.A.C（2018年8月23日、11月8日、2019年5月21日、2020年3月7日、2022年1月6日、LINE LIVE）
- 『（鯛）●●ファクトリー』第60回企画会議（2019年4月26日、ニコニコ生放送）※ゲスト出演
- 『それいけ！ヤマザキくん』第1・6・10・13・24回（2019年7月22日、12月22日、2020年4月6日、8月3日、2021年9月4日、ニコニコ生放送）※ゲスト出演
- 和田雅成チャンネル『りんりんのたこ焼き屋さん』#71（2020年1月27日、ニコニコ生放送）※ゲスト出演
- 小波津亜廉の『あれんちゅ たいむ』#9（2020年3月16日、ニコニコ生放送）※ゲスト出演
- Hello my name is...（2020年4月26日 - 5月31日、ONSTAGE）
- 『MISSION IN B.A.C. THE MOVIE』外伝・Episode0バーチャルシアター（2020年5月23日、ZAIKO）
- 辻諒・樋口裕太のアニドルch 第2話（2020年5月28日、ニコニコ生放送）※ゲスト出演[44]
- キュアステファンミ〜目指せ、シリウスの頂点！全員集合SP〜（2020年8月29日、ZAIKO）
- とまんの部屋（2020年9月11日・12日、YouTube）※ゲスト出演
- 『アニドルカラーズ！キュアステージ SHUFFLE REVUE』キャストと楽しむ振り返り上映会（2021年4月11日、ZAIKO）[45]
- 『アニドルカラーズ！キュアステージ SHUFFLE REVUE』オンライン打ち上げ（2021年5月8日、YouTube）
- 『アニドルカラーズ！キュアステージ SHUFFLE REVUE』集え！キュアステカンパニー ～頂点は誰の手に⁉︎秋まつり対決SP～（2021年9月18日、ZAIKO）[46]

### テレビ番組
- 『戦国炒飯TV』（2020年8月2日 - 、TOKYO MX・BS11）- 羽柴秀吉 役
- 『釣り猿』第3弾（2020年12月29日、スカパー！）
- 『生配信！2.5次元大演会～新春の宴～』（2021年1月17日、WOWOWオンデマンド）

### 映画
- MISSION IN B.A.C THE MOVIE ～幻想と現実のan interval～（2020年10月30日公開）- 海崎塁斗 役
- 文豪ストレイドッグス BEAST（2022年1月7日公開） - フョードル・Ｄ 役

## 作品

### 書籍
- 岸本勇太 デザインフォトBOOK  black / white（2019年）

### 配信限定シングル
|     | 発売日        | タイトル              | 販売形態               | 収録アルバム |
| --- | ------------- | --------------------- | ---------------------- | ------------ |
| 1st | 2019年6月7日  | 東京Night Flight      | デジタル・ダウンロード |              |
| 2nd | 2019年6月14日 | Make It SPECIAL       | デジタル・ダウンロード |              |
| 3rd | 2019年6月21日 | こぼれ落ちるモノ      | デジタル・ダウンロード |              |
| 4th | 2019年6月28日 | Take It Off           | デジタル・ダウンロード |              |
| 5th | 2019年7月5日  | Untitled              | デジタル・ダウンロード |              |
| 6th | 2019年7月12日 | It’s Only Summer Love | デジタル・ダウンロード |              |

### 『アニドルカラーズ！キュアステージ』シリーズ関連
| 発売日  | 商品名                                        | キャスト | 歌                                       |
| 2021年  | 2021年                                        | 2021年 | 2021年                                   |
| ------- | --------------------------------------------- | --- | ---------------------------------------- |
| 2月10日 | 『Sirius resonance』~ 7Colors                 | 朝日悠希 役：辻諒、夏月斗羽 役：阿部快征、不知火颯 役：岸本勇太、蓮水巴瑠 役：樋口裕太、土岐結人 役：登野城佑真、柚木真哉 役：小林涼、金森碧叶 役：植田慎一郎 | 『Sirius resonance』、『Starry Stories』 |
| 2月15日 | 『Sirius resonance』Solo Collection ~ 7Colors | 朝日悠希 役：辻諒、夏月斗羽 役：阿部快征、不知火颯 役：岸本勇太、蓮水巴瑠 役：樋口裕太、土岐結人 役：登野城佑真、柚木真哉 役：小林涼、金森碧叶 役：植田慎一郎 | 『Sirius resonance』、『Starry Stories』 |
| 2022年  |                                               | |                                          |
| 2月14日 | 『Movin’on』~ 7Colors                         | 朝日悠希 役：辻諒、夏月斗羽 役：阿部快征、不知火颯 役：岸本勇太、蓮水巴瑠 役：樋口裕太、土岐結人 役：登野城佑真、柚木真哉 役：小林涼、金森碧叶 役：植田慎一郎 | 『Movin’on』『Welcome to Our LAND!』     |